# Takashi Mizuno
Takashi Mizuno (Japó, 28 d'abril de 1931), és un exfutbolista japonès.

## Selecció japonesa
Takashi Mizuno va disputar 1 partit amb la selecció japonesa.